# Ёшлик (стадион)
Стадион «Ёшли́к» (узб. «Yoshlik» stadioni) — многоцелевой стадион в городе Самарканд, в Узбекистане. Раньше назывался стадионом «Спартак». Является домашним стадионом футбольного клуба «Спартак» Самарканд, а также некоторых других клубов, которые участвуют в городских, областных, молодёжных, юношеских и детских чемпионатах. Построен в советские годы. Несколько раз реконструирован. Вмещает в себя более 800 зрителей. Название стадиона с узбекского языка переводится как Молодость.

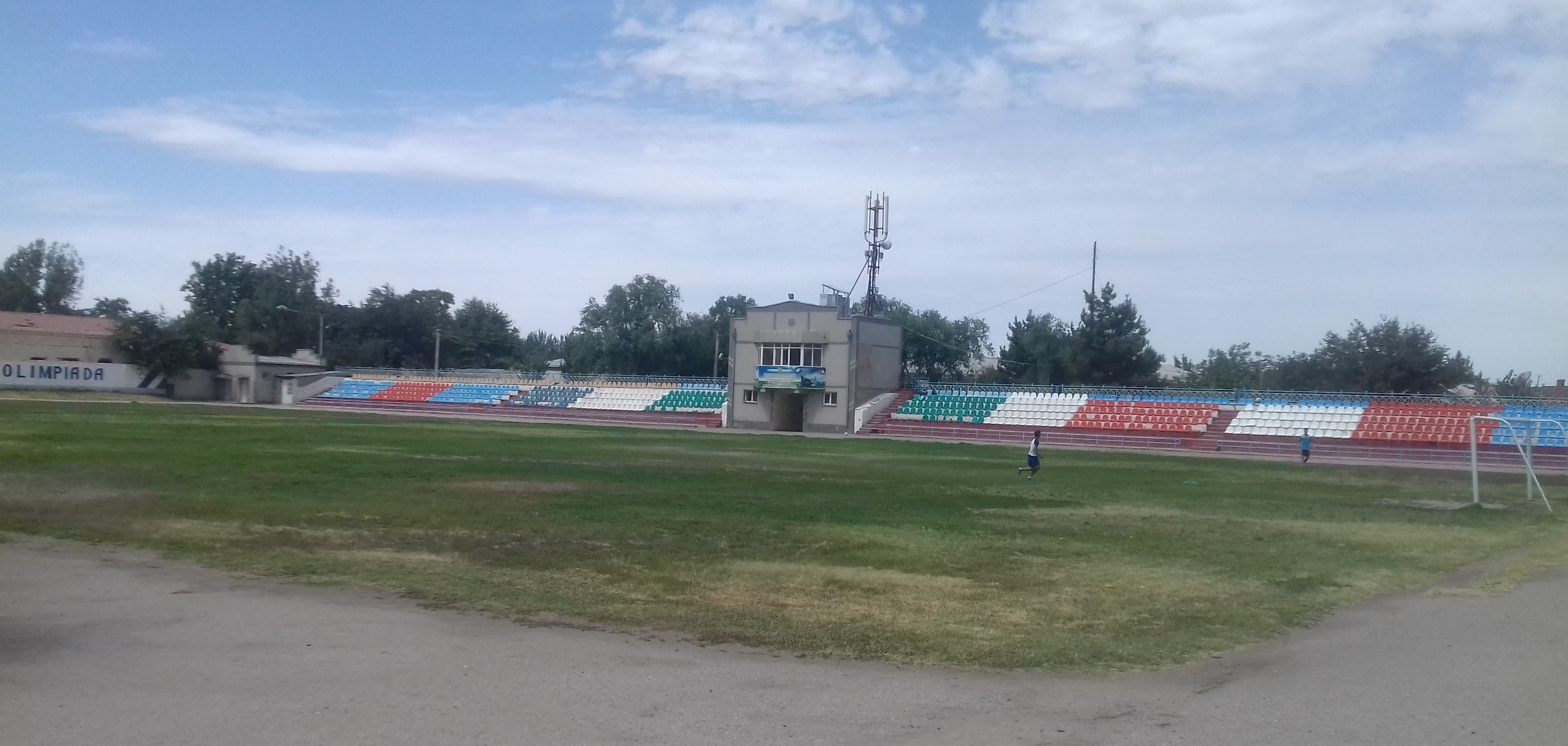
Стадион летом 2018 года

Кроме проведения футбольных матчей, на стадионе проводятся тренировки футболистов, проводятся различные спортивные турниры и мероприятия. Расположен в центре Самарканда, окружен улицами Бустансарай, Турсунова, Хусейна Байкаро и Спартак. рядом с автобусной остановкой «Спартак». Джалилов Алишер и Семенов Семён начинали свою футбольную деятельность именно с этого стадиона.